# The Blood of Yingzhou District
The Blood of Yingzhou District (chinesisch 潁州的孩子, Pinyin Yǐngzhōu de Háizi; Übersetzung: Die Kinder von Yingzhou) ist ein dokumentarischer Kurzfilm aus dem Jahr 2006 von Regisseur Ruby Yang, produziert von Thomas Lennon. Der Film gewann 2007 einen Oscar in der Kategorie Bester Dokumentar-Kurzfilm.

## Inhalt
Der Film handelt von Waisenkindern im Stadtteil Yingzhou der Stadt Fuyang, deren Eltern beim geldbringenden Blutspenden tödlich an AIDS erkrankten. Durch die Angst, bei Kontakt mit den Kindern ebenfalls an AIDS zu erkranken, bleibt ihnen die Hilfe der übrigen Stadtbewohner weitestgehend verwehrt.

## Auszeichnungen
Neben der Oscar-Auszeichnung erhielt der Film 2006 den Grand Jury Award beim Silverdocs Film Festival sowie 2007 den Chicago Doc Humanitarian Award beim Chicago International Documentary Film Festival. Außerdem bekam er u. a. den Publikumspreis beim Thessaloniki Documentary Film Festival und den Golden Reel Award beim Los Angeles Asian Pacific Film Festival. Des Weiteren wurde er auf dem Newport Beach International Film Festival und dem San Francisco International LGBT Film Festival gezeigt.